# اللجنة البريطانية لجامعات فلسطين
تم تنظيم اللجنة البريطانية لجامعات فلسطين (بالإنجليزية: The British Committee for Universities of Palestine) في عام 2004 استجابة لحملة فلسطينية للمقاطعة الأكاديمية والثقافية لإسرائيل. ظهرت فكرة المقاطعة الأكاديمية ضد إسرائيل لأول مرة علنًا في إنجلترا في 6 أبريل 2002 في رسالة مفتوحة  إلى صحيفة الغارديان بدأها اثنان من مؤسسي اللجنة ستيفن روز وهيلاري روز ‏، ثم أساتذة في علم الأحياء في الجامعة المفتوحة والسياسة الاجتماعية في جامعة برادفورد على التوالي، الذي دعا إلى وقف جميع الروابط الثقافية والبحثية مع إسرائيل. تم الإعلان عن إطلاق المنظمة في مؤتمر استضافته كلية الدراسات الشرقية والإفريقية بجامعة لندن في ديسمبر 2004.

## روابط خارجية
- موقع اللجنة البريطانية لجامعات فلسطين